# Classe Newport
La classe Newport est une classe de Landing Ship Tank de l'United States Navy.

## Description
Il est équipé d'une rampe d'abordage et d'un radier inondable.

## Unités
| Nom du bateau                     | Constructeur                            | En service | Retiré | Destination                                                                      | Lien |
| --------------------------------- | --------------------------------------- | ---------- | ------ | -------------------------------------------------------------------------------- | ---- |
| USS Newport (LST-1179)            | Philadelphia Naval Shipyard             | 1969       | 1992   | Vendu à la marine mexicaine, renommé Papaloapan (ARM A-411).                     |      |
| USS Manitowoc (LST-1180)          | Philadelphia Naval Shipyard             | 1970       | 1993   | Vendu à la marine taïwanaise (Taiwán), renommé Chung Ho (LST-232).               |      |
| USS Sumter (LST-1181)             | Philadelphia Naval Shipyard             | 1970       | 1993   | Vendu à la marine taïwanaise, renommé Chung Ping (LST-233).                      |      |
| USS Fresno (LST-1182)             | National Steel and Shipbuilding Company | 1969       | 1993   | Inactif, versé à la réserve, le 8 avril 1993.                                    |      |
| USS Peoria (LST-1183)             | National Steel and Shipbuilding Company | 1970       | 1994   | Coulé comme cible d'entrainement le 7 décembre 2004.                             |      |
| USS Frederick (LST-1184)          | National Steel and Shipbuilding Company | 1970       | 2002   | Vendu à la marine mexicaine le 22 novembre 2002, renommé Usumacinta (ARM A-412). |      |
| USS Schenectady (LST-1185)        | National Steel and Shipbuilding Company | 1970       | 1993   | Coulé comme cible d'entrainement le 23 novembre 2004.                            |      |
| USS Cayuga (LST-1186)             | National Steel and Shipbuilding Company | 1970       | 1994   | Vendu à la marine brésilienne, renommé NDCC Mattoso Maia (G-28).                 |      |
| USS Tuscaloosa (LST-1187)         | National Steel and Shipbuilding Company | 1970       | 1993   | Inactif, versé à la réserve le 18 février 1994.                                  |      |
| USS Saginaw (LST-1188)            | National Steel and Shipbuilding Company | 1971       | 1994   | Vendu à la marine australienne, renommé HMAS Kanimbla (L-51).                    |      |
| USS San Bernardino (LST-1189)     | National Steel and Shipbuilding Company | 1971       | 1995   | Vendu à la marine chilienne, renommé Valdivia (LST 93).                          |      |
| USS Boulder (LST-1190)            | National Steel and Shipbuilding Company | 1971       | 1994   | Inactif, versé à la réserve le 28 février 1994.                                  |      |
| USS Racine (LST-1191)             | National Steel and Shipbuilding Company | 1971       | 1993   | Inactif, versé à la réserve le 2 octobre 1993.                                   |      |
| USS Spartanburg County (LST-1192) | National Steel and Shipbuilding Company | 1971       | 1994   | Vendu à la marine malaisienne, renommé KD Sri Indera Pura (A-1505).              |      |
| USS Fairfax County (LST-1193)     | National Steel and Shipbuilding Company | 1971       | 1994   | Vendu à la Royal Australian Navy, renommé HMAS Manoora(L 52).                    |      |
| USS La Moure County (LST-1194)    | National Steel and Shipbuilding Company | 1971       | 2000   | Coulé comme cible d'entrainement le 10 juillet 2001.                             |      |
| USS Barbour County (LST-1195)     | National Steel and Shipbuilding Company | 1972       | 1992   | Coulé comme cible d'entrainement le 6 avril 2004.                                |      |
| USS Harlan County (LST-1196)      | National Steel and Shipbuilding Company | 1972       | 1995   | Vendu à la marine espagnole, renommé Pizarro (L-42).                             |      |
| USS Barnstable County (LST-1197)  | National Steel and Shipbuilding Company | 1972       | 1994   | Vendu à la marine espagnole, renommé Hernán Cortés (L-41).                       |      |
| USS Bristol County (LST-1198)     | National Steel and Shipbuilding Company | 1972       | 1994   | Vendu à la marine marocaine, renommé Sidi Mohammed Ben Abdallah (407).           |      |

## Galerie d'images

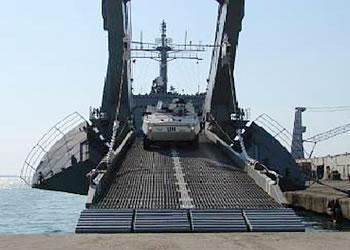
NDCC Mattoso Maia (G-28)
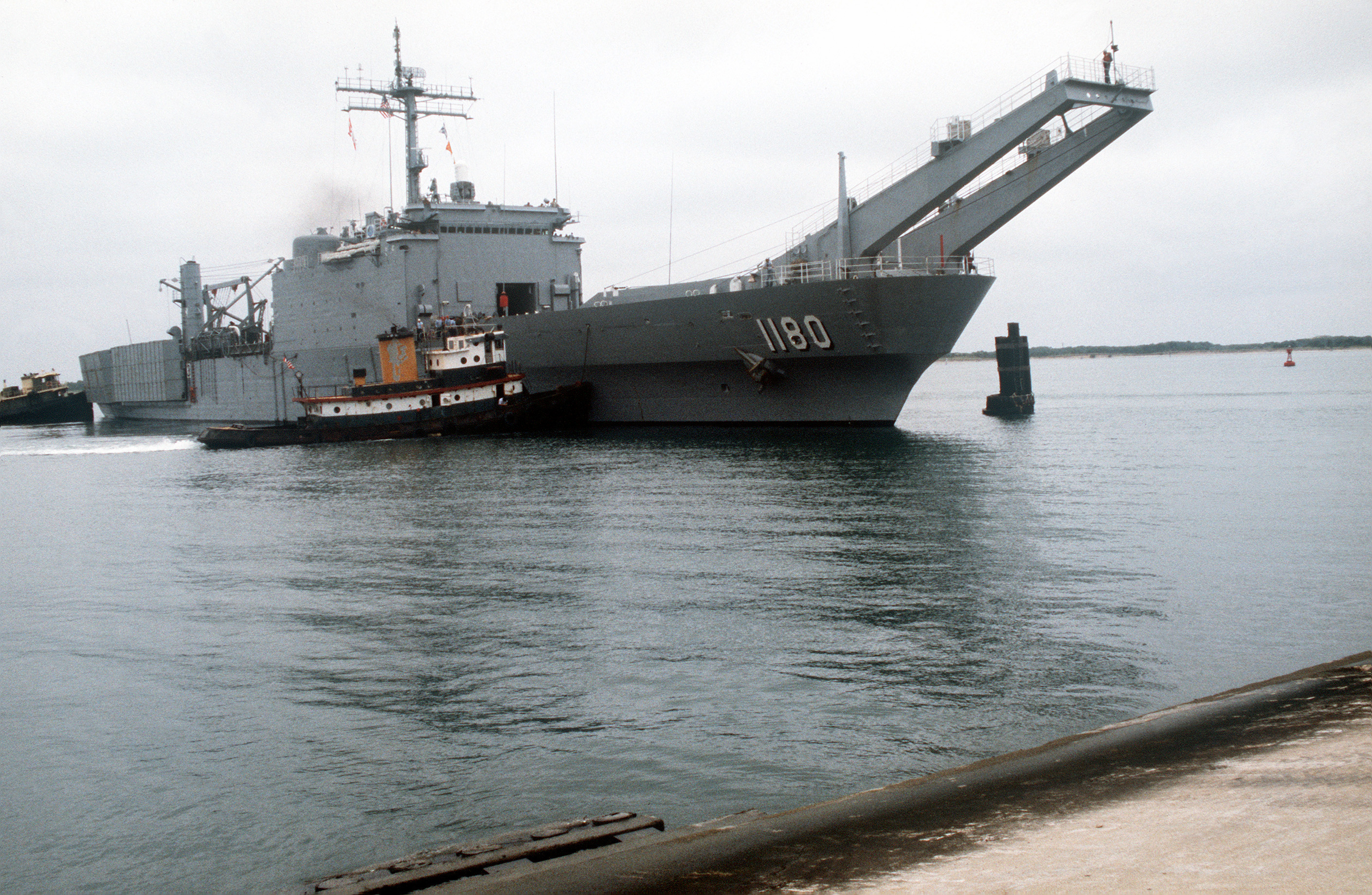
USS Manitowoc (LST-1180)
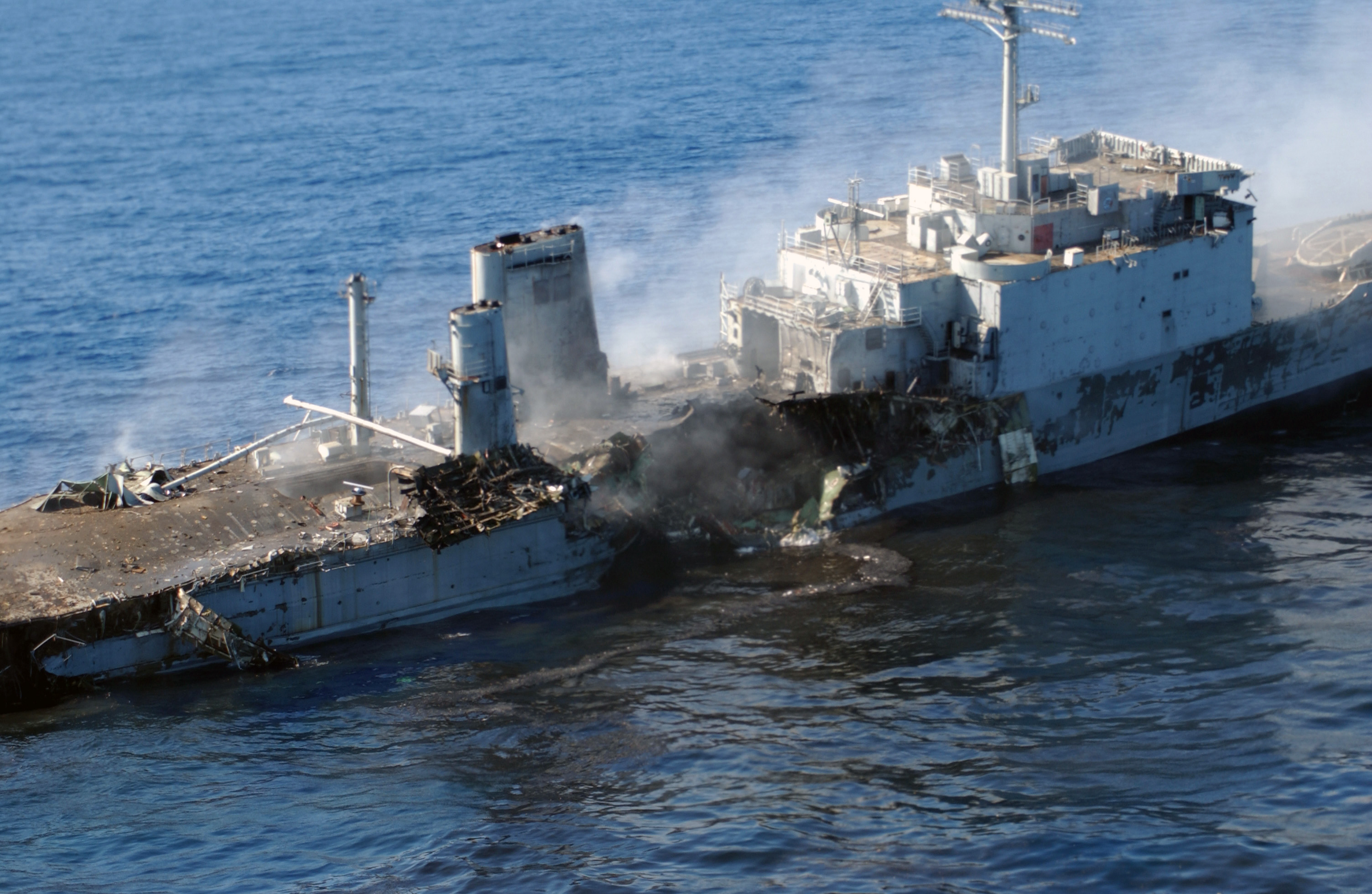
Le Schenectady (LST-1185) est coulé.
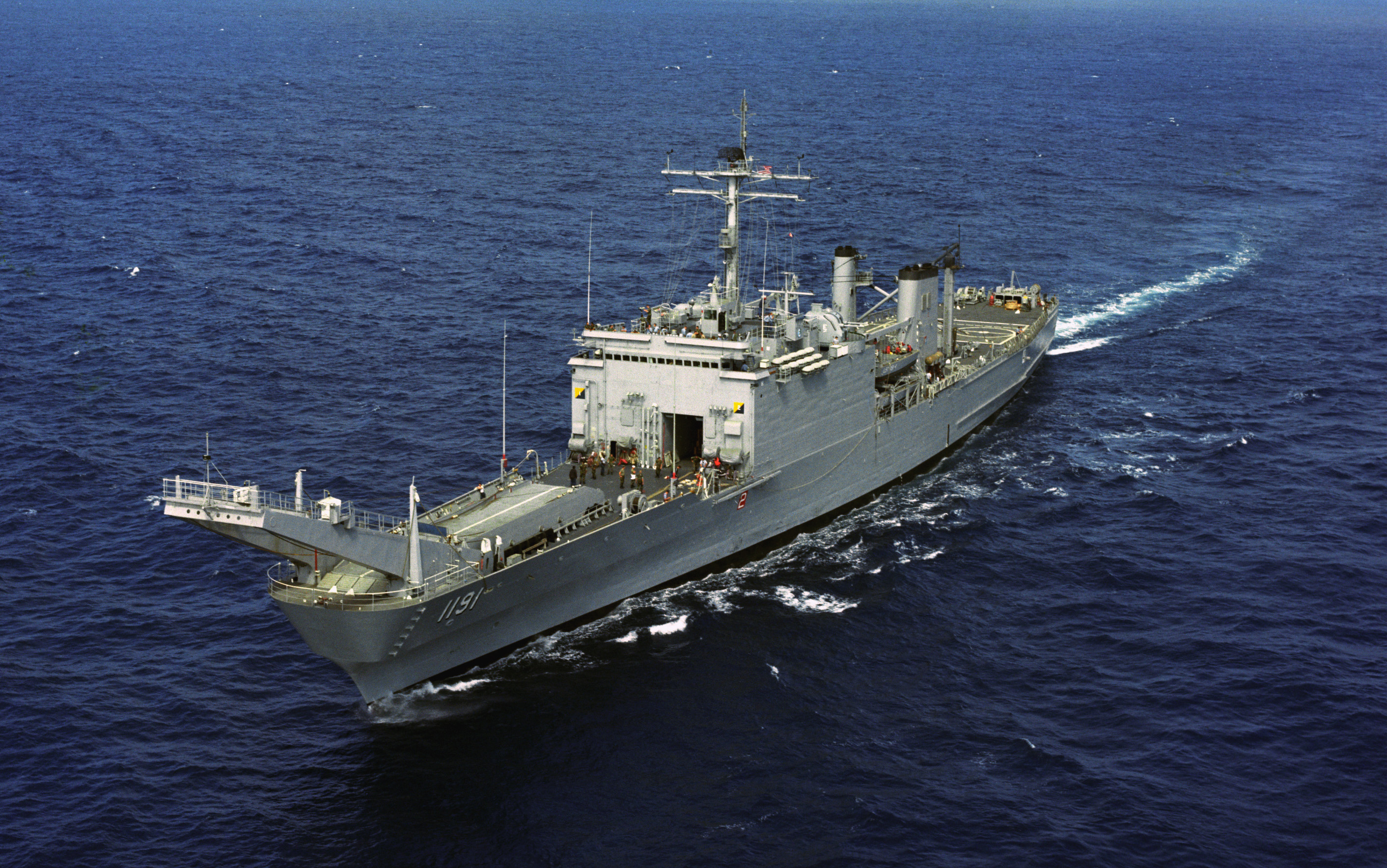
Racine bow
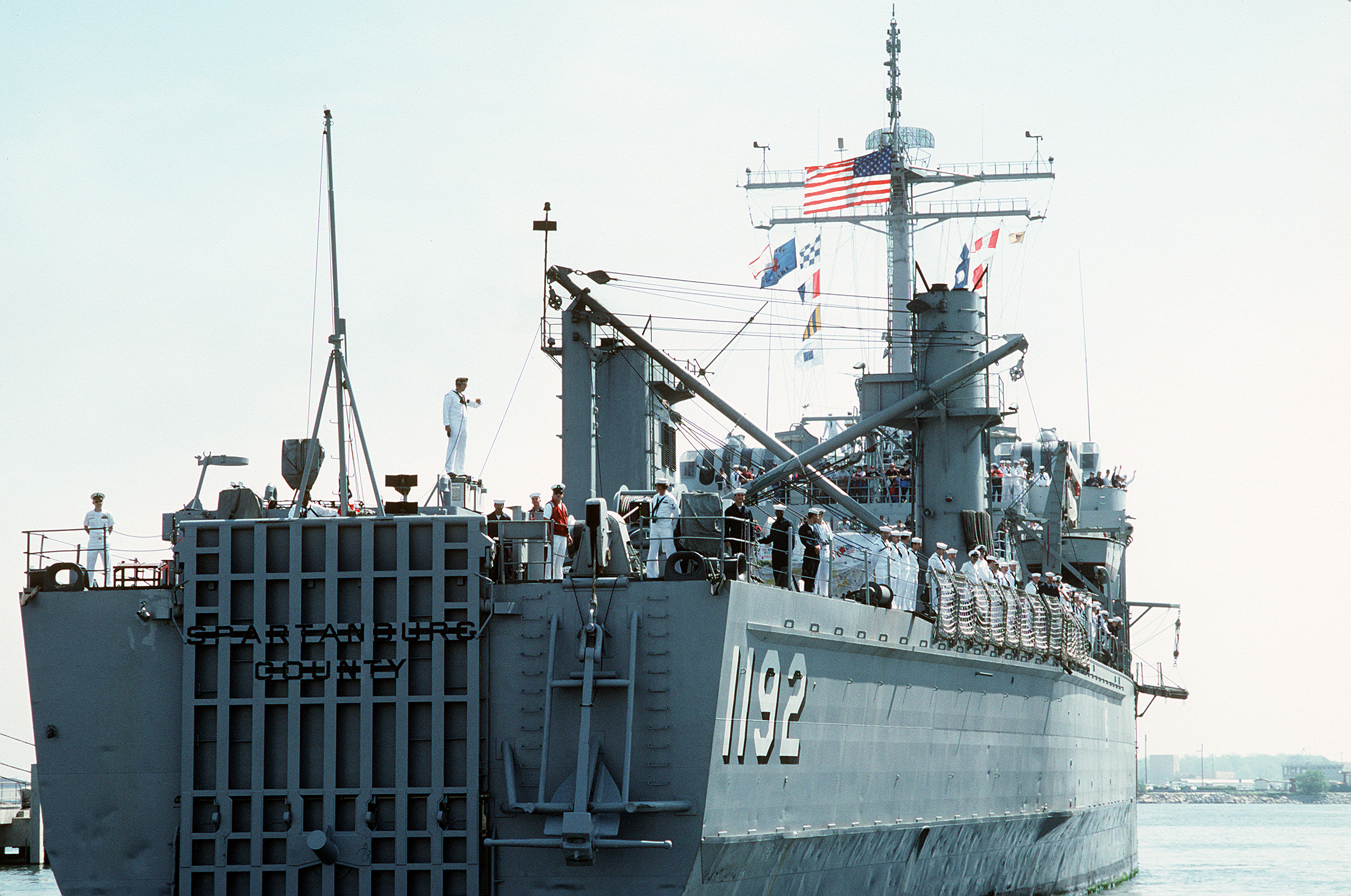
Poupe avec radier inondable du Spartanburg County (LST-1192)
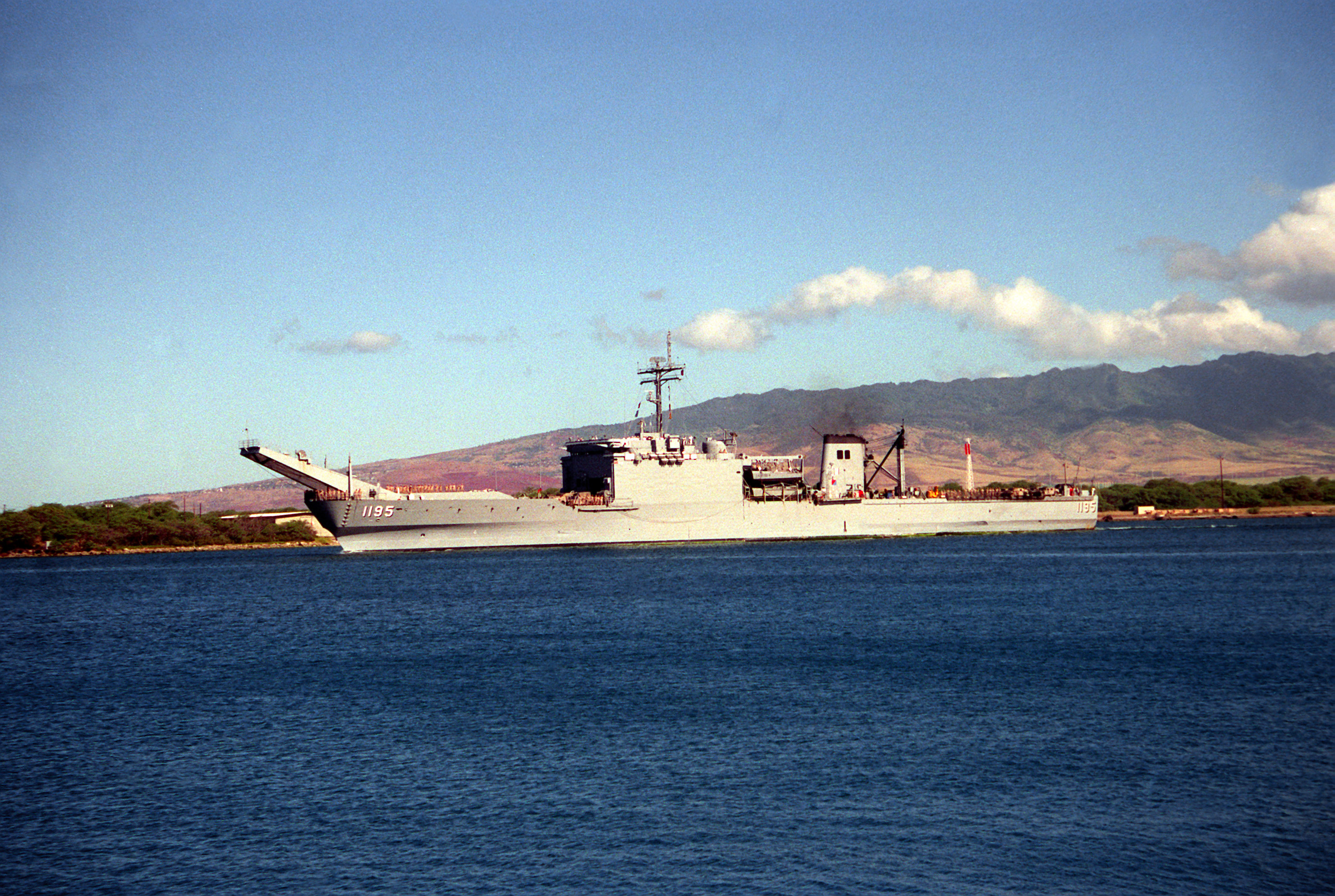
Barbour County (LST-1195)
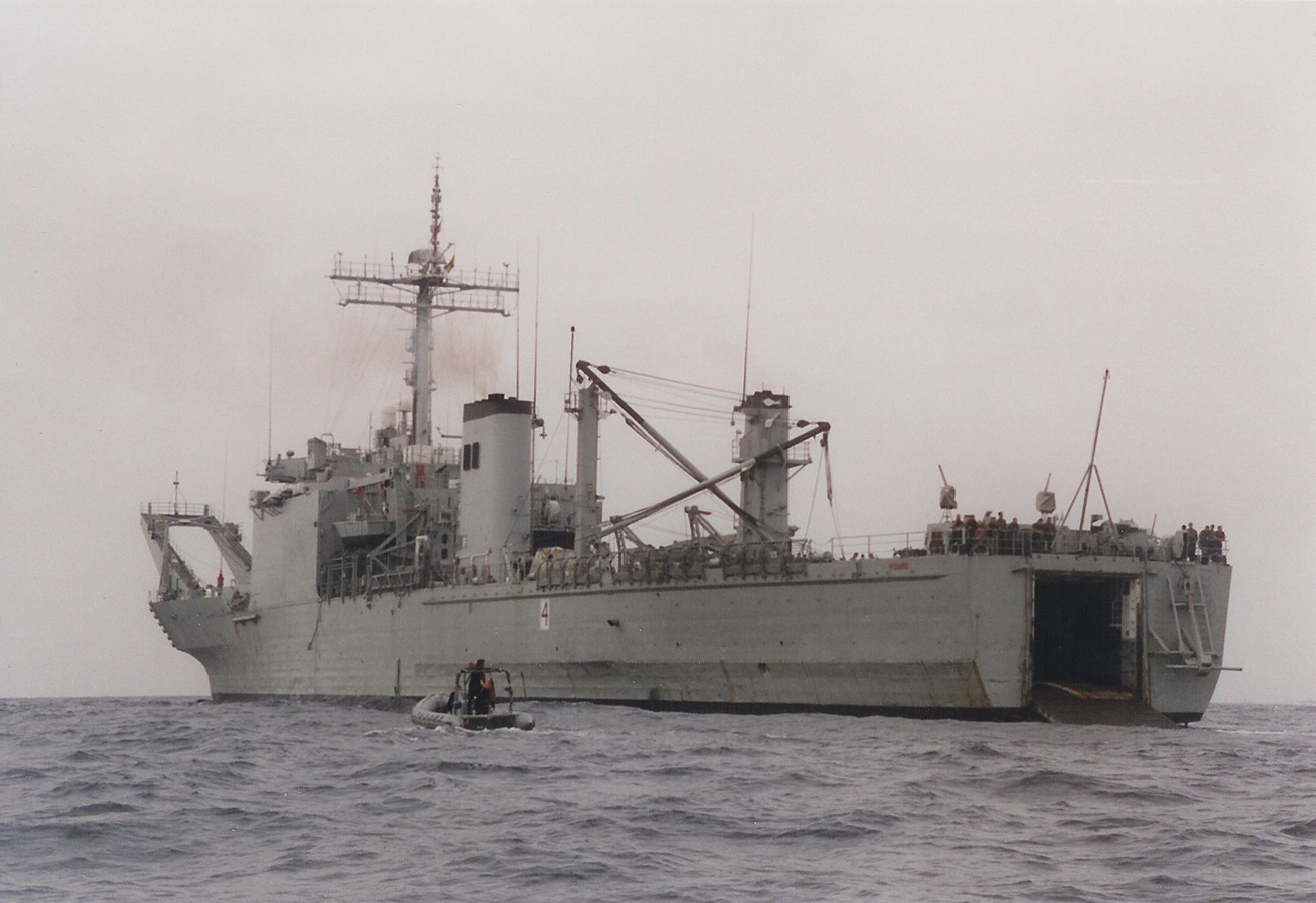
Buque LST Pizarro (L-42), ex USS-Harlan County (LST-1196)
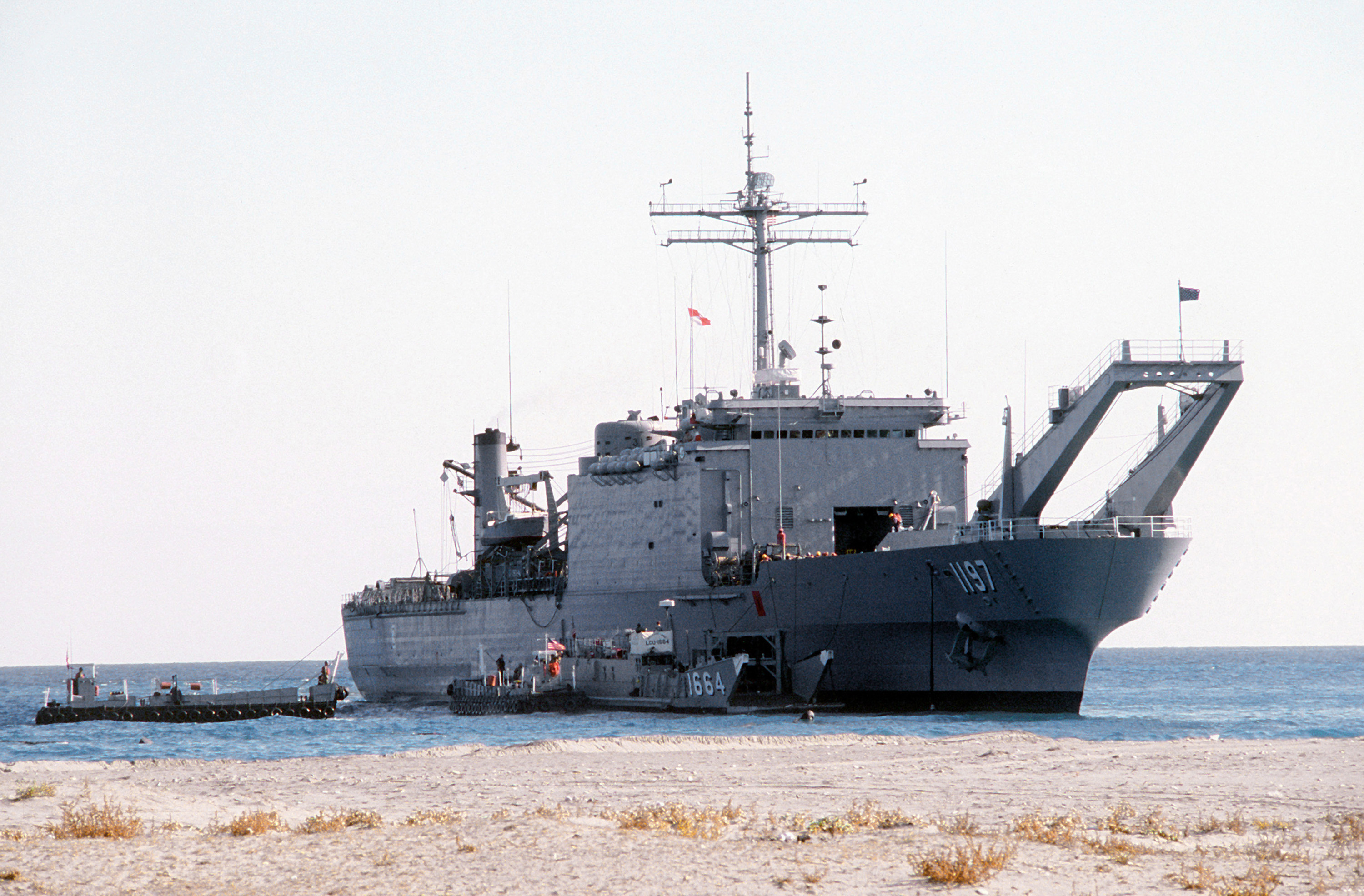
USS Barnstable County (LST-1197).
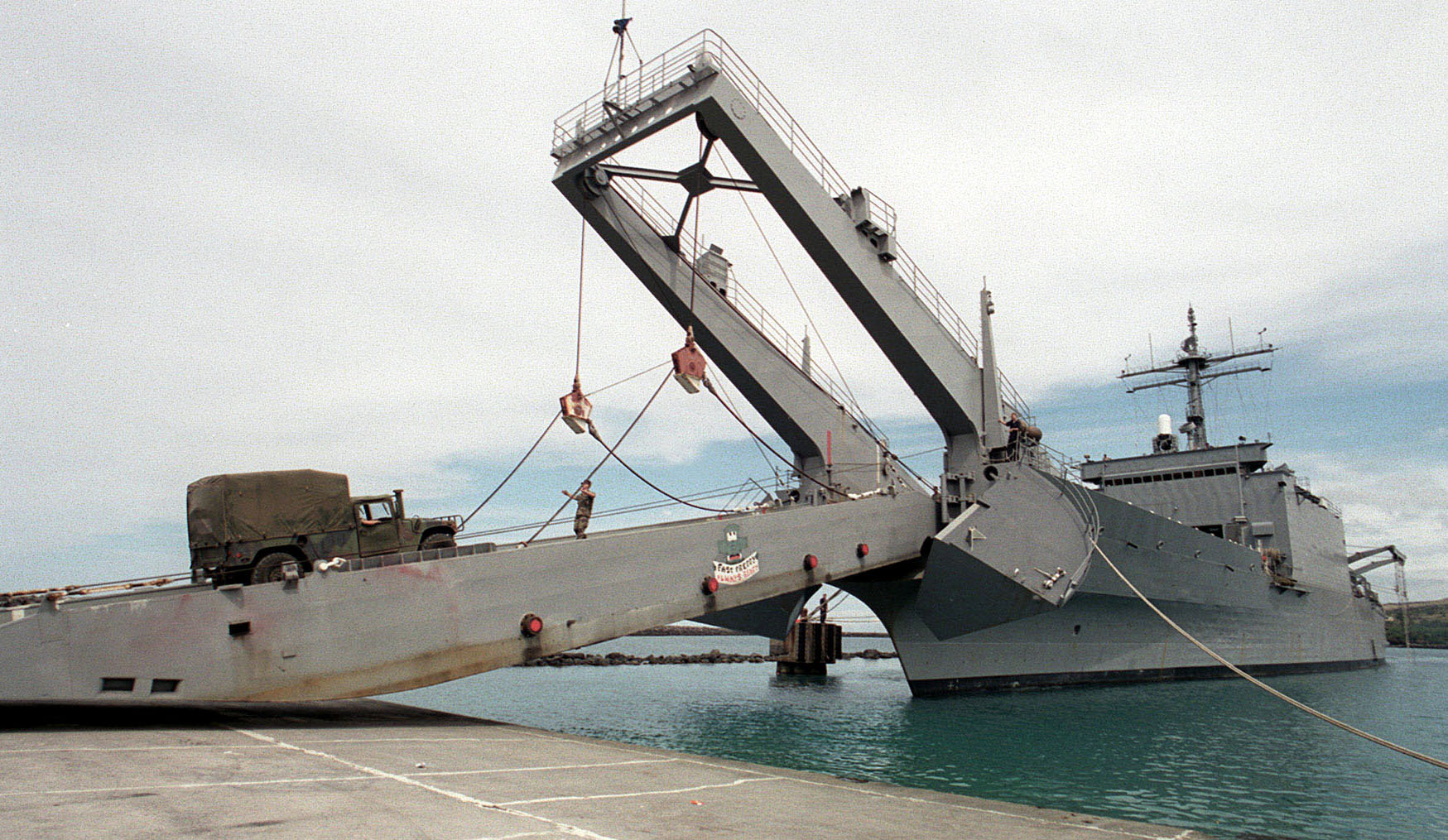
USS Frederick avec sa rampe d'abordage déployée.